# Сен-Пале (Алье)
Сен-Пале́ (фр. Saint-Palais) — коммуна во Франции, находится в регионе Овернь. Департамент коммуны — Алье. Входит в состав кантона Юрьель. Округ коммуны — Монлюсон.
Код INSEE коммуны — 03249.

## Население
Население коммуны на 2008 год составляло 191 человек.
| 1962 | 1968 | 1975 | 1982 | 1990 | 1999 | 2008 |
| ---- | ---- | ---- | ---- | ---- | ---- | ---- |
| 380  | 392  | 267  | 246  | 204  | 197  | 191  |

## Экономика
В 2007 году среди 104 человек в трудоспособном возрасте (15—64 лет) 62 были экономически активными, 42 — неактивными (показатель активности — 59,6 %, в 1999 году было 59,8 %). Из 62 активных работали 55 человек (28 мужчин и 27 женщин), безработных было 7 (4 мужчин и 3 женщины). Среди 42 неактивных 10 человек были учениками или студентами, 18 — пенсионерами, 14 были неактивными по другим причинам.

## Достопримечательности
- Церковь Сен-Пале (XIII век)